# Dante Alighieri (cuirassé)
Ne doit pas être confondu avec l'écrivain, penseur et homme politique Dante Alighieri.
Le Dante Alighieri est le premier cuirassé de type dreadnought construit pour la Regia Marina. Premier cuirassé au monde à posséder des tourelles triples, il participe à la Première Guerre mondiale en tant que navire amiral. Il n'est cependant engagé qu'une seule fois, à Durazzo en 1918, où il n'a pas l'occasion de se mesurer aux forces ennemies. Modernisé en 1923, le Dante Alighieri est retiré du service en 1928.

## Conception

### Caractéristiques techniques

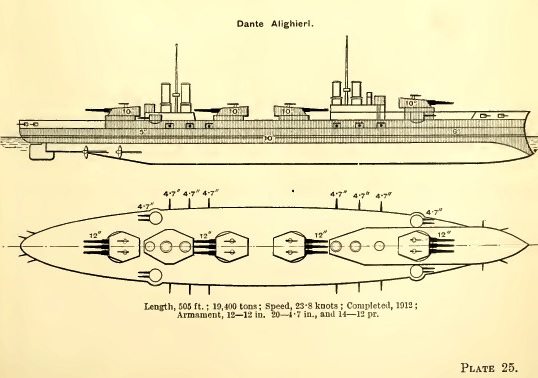
Plan du Dante Alighieri. Les zones ombrées représentent le blindage.

Le Dante Alighieri est le premier cuirassé de type dreadnought construit pour la marine royale italienne. Il est conçu par l'ingénieur et contre-amiral Edoardo Masdea, constructeur en chef de la Regia Marina, selon les principes énoncés par le général Vittorio Cuniberti qui prône la réalisation d'un cuirassé doté de canons principaux à calibre unique et optimisés pour le feu de bordée. Dans le même temps, il est prévu une réduction drastique de la taille de la superstructure et des cheminées. Le dreadnought est long de 158,4 m au niveau de la ligne de flottaison et de 168,1 m au total. Le navire est large de 26,6 m et dispose d'un tirant d'eau de 8,8 m. Il déplace 19 552 tonnes à vitesse normale et 21 600 t à pleine charge. Le Dante Alighieri est également pourvu de deux gouvernails, situés l'un devant l'autre. L'équipage se compose de 31 officiers et de 950 matelots.
Le vaisseau est propulsé par quatre hélices entraînées par des turbines à vapeur de type Parsons. L'énergie nécessaire pour le fonctionnement des turbines est fournie par vingt-trois chaudières Blechynden, sept d'entre elles étant alimentées par du pétrole et les seize autres par un mélange de pétrole et de charbon. Les chaudières sont séparées en deux compartiments, très éloignés l'un de l'autre et dotés chacun de deux cheminées. Les turbines sont installées entre les deux tourelles centrales. Conçu pour atteindre une vitesse maximale de 23 nœuds (42,6 km/h) développant 35 000 ch (soit 26 000 kW), le Dante Alighieri ne parvient pas à atteindre cet objectif lors de ses essais en mer. Le navire réalise en effet une performance maximale de seulement 22,83 nœuds (42,28 km/h) développant 32 190 ch (soit 24 000 kW). Le bâtiment peut transporter jusqu'à 3 000 t de charbon et une quantité inconnue de mazout, portant son rayon d'action à 4 800 milles nautiques (8 900 km) à 10 nœuds (18,52 km/h) et à 1 000 milles nautiques (1 900 km) à 22 nœuds (40,74 km/h).

### Armement
L'armement principal du Dante Alighieri est composé de douze canons de 305 mm modèle 1909 répartis en quatre tourelles triples disposées au centre du navire et non-superposées. Le Dante Alighieri est ainsi le premier navire au monde à être équipé de tourelles triples. Les récentes classes de cuirassés et de croiseurs de bataille entrées en service dans la marine impériale russe partagent les caractéristiques des tourelles du Dante Alighieri mais les preuves existantes montrent que le choix fait par les Russes a été encouragé par d'autres raisons. Les sources divergent sur les performances de ces canons, mais l'historien maritime Giorgio Giorgerini affirme qu'ils sont capables de tirer des obus perforants de 452 kg, à raison d'une salve par minute, avec une vitesse à la bouche de 840 m/s pour une portée maximale de 24 km.  
L'armement secondaire du navire comprend vingt canons de 120 mm, dont huit montés sur des tourelles doubles au niveau des tourelles principales à l'avant et à l'arrière, les douze autres étant installés dans des casemates le long de la coque. Ces canons, capables de s'abaisser à -10°, disposent d'une élévation maximale de 15°, avec une cadence de tir de six coups par minute. Le projectile explosif de 22,1 kg est alors propulsé à une vitesse de 850 m/s jusqu'à une distance maximale de 11 km. Pour se défendre contre les torpilleurs, le Dante Alighieri possède treize canons de 76 mm montés sur tourelles. Ces pièces ont la même portée que les canons secondaires mais bénéficient d'une cadence de tir plus élevée (10 coups par minute). L'obus ne pèse plus que 6 kg et est propulsé jusqu'à 9 100 m avec une vitesse à la bouche de 815 m/s. Le navire emporte également trois tubes lance-torpilles immergés de 450 mm, un sur chaque bord et le troisième à l'arrière. 
Le Dante Alighieri dispose en outre sur la ligne de flottaison d'une ceinture blindée allant jusqu'à 254 mm d'épaisseur. Le pont blindé du navire est quant à lui épais de 38 mm. Les tourelles principales sont protégées par un blindage de 254 mm d'épaisseur au maximum tandis que celui des tourelles secondaires et des casemates est de 98 mm. Enfin, le château est recouvert par des plaques de blindage de 305 mm d'épaisseur. Les batteries de moyens calibres disposées en tourelles au lieu de batteries constituent une importante innovation pour l'époque. De plus, c'est le premier navire italien à être propulsé par quatre hélices. Vers 1913, un hydravion de reconnaissance Curtiss est installé à bord du Dante Alighieri. En 1915, ses 13 canons de 76 mm/40 sont remplacés par 16 canons de 76 mm/50, dont 3 sont utilisés comme canons antiaériens.

## Histoire

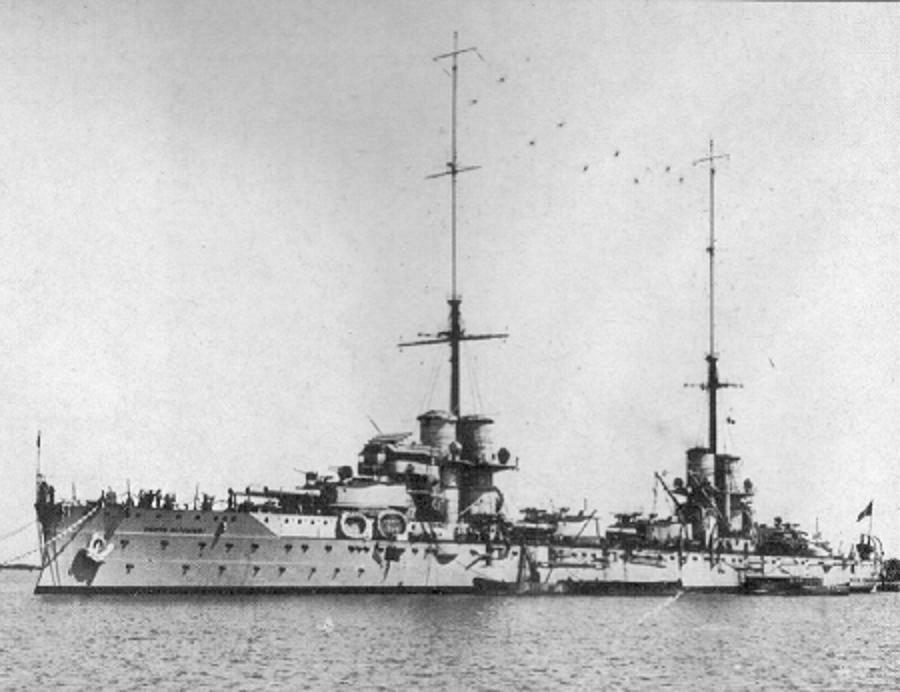
Le Dante Alighieri au mouillage.

Le Dante Alighieri, du nom du poète médiéval italien, est le seul cuirassé à avoir été baptisé en l'honneur d'un poète. Il est mis sur cale au chantier naval de Castellammare di Stabia le 6 juin 1909, lancé le 20 août 1910 et achevé le 15 janvier 1913. Le navire est d'abord utilisé pour tester les hydravions Curtiss de 1913 à 1914. Lorsque l'Italie entre dans la Première Guerre mondiale en mai 1915, le Dante Alighieri sert comme navire amiral de la 1re escadre de bataille stationnée à Tarente et au sein de laquelle il demeure jusqu'en 1916. Le navire est ensuite affecté aux forces maritimes de l'Adriatique et de la mer Ionienne jusqu'à la fin de la guerre. Sous les ordres du vice-amiral Paolo Emilio Thaon di Revel, il est chargé d'empêcher toute tentative de sortie des navires austro-hongrois basés à Cattaro pendant que la flotte alliée bombarde la ville de Durazzo, le 2 octobre 1918. Les Austro-Hongrois restent au port et le Dante Alighieri ne fait aucun usage de ses canons au cours de la bataille.
En 1922, le roi Victor-Emmanuel III reçoit à bord du Dante Alighieri des délégués conviés à la conférence de Gênes. Le cuirassé est modernisé en 1923 avec l'ajout d'un mât tripode et d'un pont d'envol aérien sur la tourelle no 3 et une surélévation de la taille des cheminées afin de réduire la présence de fumée sur le pont. Un nouveau système de conduite de tir est introduit en 1924 et accentue la portée à 26 km ; bien qu'insuffisamment robuste par rapport au poids du système, le triple mât est cependant considéré comme réussi et installé par la suite sur les cuirassés de la classe Conte di Cavour. La même année, le Dante Alighieri conduit Benito Mussolini à Palerme, en Sicile. À la fin des années 1920, l'économie italienne, fortement affaiblie par la participation du pays à la Première Guerre mondiale, n'est plus en état d'entretenir une flotte devenue pléthorique. En conséquence, l'amiral Giovanni Sechi décide de faire démolir le Dante Alighieri et le cuirassé Leonardo da Vinci afin de réduire le budget naval. Le Dante Alighieri est retiré du service le 1er juillet 1928 et envoyé à la ferraille peu après.